# 浦狄喀提亚
浦狄喀提亚（英語：Pudicitia）。古罗马职掌贞洁的女性神祇之一。在古罗马学者的大量相关著述中，她常常以拟人化的形象出现，具有伦理与道德等重大意义。亦为古罗马人所尊奉并进行祭祀活动。

## 扩展阅读
- Langlands, Rebecca. Sexual Morality in Ancient Rome. Cambridge: Cambridge University Press, 2006.
- Livy, History of Rome (Ab urbe condita libri), 10:23 (English text)